# Corinne Pulver
Corinne Pulver (* 19. Juni 1927 in Bern; † 10. Oktober 2023) war eine Schweizer Journalistin, Dokumentarfilmerin und Buchautorin.

## Leben
Corinne Pulver war eines von drei Kindern eines Tiefbauingenieurs und einer Sängerin. Die Schauspielerin Liselotte Pulver ist ihre Schwester.
Corinne Pulver erwarb an der Kunstgewerbeschule Freiburg ein Diplom als Grafikerin und studierte danach ein Jahr an der Kunstakademie Chelsea in London. Zunächst hatte sie vor, Bühnenbildnerin zu werden und arbeitete ein Jahr lang als Assistentin für den Bühnenbildner Teo Otto am Schauspielhaus Zürich. Da diese Arbeit für sie körperlich zu schwer war, orientierte sie sich beruflich um. Sie ging als Privatsekretärin und Mitarbeiterin zu Max Bill und wandte sich der Arbeit beim Fernsehen zu. Bei Max Bill entwickelte sie für die Schweizer Fernsehversuchsbetriebe die Fernsehserie Vom Stummfilm zum Cinerama, die sich mit der Geschichte des Films beschäftigte.
Ab 1956 hatte sie eigene Sendungen beim SDR, ab 1963 beim ZDF in Paris. Für das WDR-Magazin Bitte umblättern schuf sie etwa 50 Beiträge. Sie gehörte der Stuttgarter Schule an und war unter zahlreichen Autoren der Reihe Zeichen der Zeit die einzige Frau. Mit Kollegen hatte sie eigenen Angaben zufolge Schwierigkeiten: „Bei den Kollegen hieß es, ich sei zu ehrgeizig. Männer können es einfach nicht ertragen, dass auch Frauen vor lauter Liebe an der Arbeit etwas gut machen.“
Pulver wurde 1956 von dem Redakteur Heinz Huber für seine noch junge Dokumentarfilmabteilung beim SDR angeworben. Mit ihrer Arbeit in den noch provisorischen Fernsehstudios auf dem Stuttgarter Killesberg wurde sie mit Anfang 30 zur ersten Filmemacherin der deutschen Fernsehgeschichte. Ihre Filme wurden von den Medien aufmerksam verfolgt. Sie drehte in Italien, Deutschland, der Schweiz und Frankreich. Sie fertigte Porträts der Journalistin Elsa Maxwell, der Schauspielerin Jeanne Moreau, des Dichters Max Frisch, des Galeristen Kahnweiler. Unter dem Titel Verblasste Fassaden blickte sie hinter die Kulissen von Traditionshotels und porträtierte ein nobles Internat in der Schweiz. Sie wagte es, Missstände auf einem Schlachthof zu zeigen. Ihr Bericht über skandalöse Zustände von Pferdetransporten nach Italien zog eine Debatte im Deutschen Bundestag nach sich. Mit Paul A. Motzko betrieb sie eine eigene Filmproduktion.
Beim SDR entwickelte Pulver ihren für sie charakteristischen Stil des Fernsehfeuilletons. Bis 1962 drehte sie für die SDR-Dokumentarfilmabteilung über 20 meist 30- bis 50-minütige Filme. Als gelernte Grafikerin legte sie Wert auf die Bildsprache und wehrte sich damit gegen den textlastigen „Spiegel-Stil“, der Anfang der 1960er Jahre im Dokumentarfilm aufkam.
Corinne Pulver unterhielt Ende der 1950er Jahre eine Liebesbeziehung mit dem Schriftsteller Martin Walser. Sie hat je eine Tochter aus Verbindungen mit dem Verleger Siegfried Unseld (Ninon, * 1959)
und dem Regisseur Michael Pfleghar (Manon, * 1965). Zuletzt lebte sie mit dem Kameramann Paul A. Motzko in Genf.
Neben Büchern über ihre Familie verfasste Pulver Biografien von Madame de Staël, George Sand und Elise Krinitz.

## Werke
- Kleines Handbuch der Emanzipation. Plädoyer für eine bessere Welt. Darmstädter Blätter, Darmstadt 1975, ISBN 3-87139-036-4
- Lilo Pulver, meine Schwester. Nymphenburger, München 1979; Erpf, Bern 1990, ISBN 3-905517-12-4
- Madame de Meuron. Ein Erinnerungsalbum (Co-Autoren Rosmarie Borle, Herbert Distel und Urs Kohli). Erpf, Bern 1980, ISBN 3-256-00019-3
- Madame de Staël. Biographie. Nymphenburger, München 1980; Knaur Taschenbücher, München 1982, ISBN 3-426-02303-2
- Der deutsche Mann. Meyster, München 1982, ISBN 3-7057-8121-9
- George Sand. Genie der Weiblichkeit. Droste, Düsseldorf 1987; Taschenbuch ebd. 2003, ISBN 3-7700-4061-9
- Gertrud P. – Das Drama einer begabten Frau. Erpf, Kreuzlingen 1988, ISBN 3-256-00108-4
- Mouche. Heinrich Heines letzte Liebe. Droste, Düsseldorf 1993, ISBN 3-7700-1010-8
- Melisandes Tod. Bericht und Betroffenheit. Erpf, Bern 1993; Bastei Lübbe, 1994, ISBN 3-404-16127-0
- Karriere oder Die Liebe ist ein seltsam’ Ding. Autobiografie. Herbig, München 1999, ISBN 3-7766-2076-5